# معتادان جنسی گمنام
معتادان جنسی گمنام (به اختصار: SA)، یک انجمن جهانی غیرانتفاعی از مردان و زنان برای بهبودی از اعتیاد جنسی (افکار و رفتار اجبارگونه جنسی)، بر اساس اصول دوازده‌گانه (دوازده قدم و ۱۲ سنت) الکلی‌های گمنام (AA) است. SA مخفف عبارت Sexaholics Anonymous است که در فارسی به معتادان جنسی گمنام برگردانده می‌شود.
آیا من یک معتاد جنسی هستم؟(برای پاسخ به این سوال روی پیوند کلیک کنید)
SA به بهبودی «معتادان جنسی» (Sexaholics) کمک می‌کند. طبق آن‌چه این گروه می‌گوید، یک معتاد جنسی کسی است که برای او «شهوت به یک اعتیاد تبدیل شده است». SA راه حل بهبودی را بدست آوردن هوشیاری جنسی بر پایه ۱۲ گام ساده می‌داند و برای آنان این هوشیاری به معنای نداشتن هرگونه رابطه جنسی با خود (خودارضایی) یا با دیگران، به جز با همسر خود، و همین‌طور پیروزی پیشرونده بر شهوت است.
«در تعریف هوشیاری، ما در مورد افراد خارج از معتادان جنسی گمنام صحبت نمی‌کنیم. ما تنها می‌توانیم دربارهٔ خودمان صحبت کنیم. بنابراین، برای معتاد جنسی که ازدواج کرده، هوشیاری جنسی به معنای نداشتن هیچ‌گونه رابطه جنسی با خود یا با شخصی غیر از همسر خود، و برای معتاد جنسی که ازدواج نکرده، به معنای رهایی از هرگونه ارتباط جنسی است. همچنین برای همه ما، چه مجرد و چه متأهل، هوشیاری جنسی به معنای پیروزی پیش رونده بر شهوت است».
این گروه علاوه بر نشریات معتادان جنسی گمنام، از نشریات انجمن الکلی‌های گمنام نیز به عنوان راهنما جهت کار کردن قدم‌ها بهره می‌برند. در کتاب پایه معتادان جنسی گمنام (با نام «کتاب سفید» هم شناخته می‌گردد) آمده است «معتاد جنسی خودش را از فهم اینکه چه چیزی درست یا غلط است، خارج کرده، او کنترل خود را از دست داده، قدرت انتخاب ندارد، و برای متوقف‌شدن، آزاد نیست.»

## تاریخچه
معتادان جنسی گمنام به وسیلهٔ Roy.K (در انجمنهای ۱۲ قدمی گاهی برای اشاره به نام اعضاء، از نام کوچک و حرف اول نام خانوادگی استفاده می‌گردد) ایجاد شد. در سال ۱۹۷۹، SA مجوز استفاده از ۱۲ گام و ۱۲ سنت را از AA دریافت کرد.

## خصوصیات

### عضویت
عضویت در SA تنها تابع تمایل فرد به توقف شهوت و هوشیاری جنسی، است و در آن حق عضویتی وجود ندارد. آن‌ها مشابه سایر انجمنهای دوازده‌قدمی، به وسیلهٔ کمک‌های داوطلبانه، به خود متکی هستند.

### گمنامی
گمنامی اشاره به ناشناسی فرد به عنوان یک عضو از معتادان جنسی گمنام دارد. این موضوع به ویژه برای اعضایی که تازه‌ به SA می‌آیند، دارای اهمیت زیادی است. همچنین این واژه به برابری اعضاء با یکدیگر اشاره دارد و بر اساس آن، کسی نمی‌تواند در رسانه‌ها از جمله مطبوعات، رادیو، فیلم‌ها یا تلویزیون، خود را به عنوان عضو SA معرفی و از طرف آن‌ها صحبت کند. در سنت دوازده SA گفته شده‌است: «گمنامی، پایه روحانی سنت‌های ماست، و همیشه به ما یادآوری می‌کند که اصول اخلاقی را به خواسته‌های شخصی ترجیح دهیم».

## عملکرد

### بهبودی از اعتیاد جنسی
از دیدگاه SA، اعتیاد جنسی در واقع اعتیاد به شهوت است و نه در حالت کلی اعتیاد به یک عمل یا رفتار فیزیکی خاص. آن‌ها شهوت را نگرشی می‌دانند  که یک غریزه طبیعی را به یک خواسته غیرطبیعی تبدیل می‌کند و بهبودی معتادجنسی را در گرو تغییر نگرش و طرز فکر فرد می‌دانند. در کتاب سفید نوشته شده‌است:
«چرا در گام یک، به جای غریزه جنسی (sex)، ما می‌گوییم در مقابل شهوت (lust) کاملاً ضعیف هستیم؟ آیا ما به برخی از شکل‌های غریزه جنسی اعتیاد نداریم؟ ما پاسخ می‌دهیم، بله؛ اما مشکل ما در حقیقت غریزه جنسی نیست؛ همانطور که مشکل افرادی که بی‌اختیار و بیش از اندازه غذا می‌خورند، در واقع غذا نیست. غذاخوردن و غریزه جنسی، کارکردهایی طبیعی‌ هستند؛ اما به نظر می‌رسد مشکل واقعی در هر دوی این اعتیادها (اعتیاد به غذا و سکس) چیزی است که ما آن را شهوت می‌نامیم؛ نگرشی که یک غریزه طبیعی را به خواسته‌هایی غیرطبیعی تبدیل می‌کند. هنگامی که ما سعی می‌کنیم از غذا یا غریزه جنسی برای کاهش تنش، تنهایی، عدم امنیت، ترس، فشار، یا پوشاندن هیجانات‌ مان، ایجاد حس زندگی، وسیله‌ای برای خلاصی از مشکلات، یا ارضای گرسنگی روحی‌مان، استفاده کنیم، ما یک اشتیاق غیرطبیعی برای استفاده غلط از غرایز طبیعی‌مان ایجاد می‌کنیم. در این حال، آن‌ها نه تنها شدیدتر از حالت طبیعی می‌شوند، بلکه به چیزهای کاملاً متفاوتی تبدیل می‌گردند. خوردن غذا و غریزه جنسی، به یک بعد متفاوت وارد می‌شوند؛ آن‌ها به یک جزء غیرطبیعی فراجسمی تبدیل می‌گردند.»

### دوازده قدم[۱۱]
1. ما پذیرفتیم که در برابر شهوت عاجزیم، به طوری که زندگیمان غیرقابل اداره شده بود.
2. به این باور رسیدیم که نیرویی برتر از ما، می‌تواند سلامت عقل را به ما بازگرداند.
3. تصمیم گرفتیم که اراده و زندگیمان را به مراقبت خداوندی که خود را درک می‌کنیم، بسپاریم.
4. یک ترازنامه اخلاقی موشکافانه و بی‌باکانه از خودمان تهیه کردیم.
5. چگونگی دقیق خطاهایمان را نزد خداوند، خود و یک انسان دیگر اقرار کردیم.
6. آمادگی کامل پیدا کردیم، خداوند تمامی نواقص اخلاقی ما را برطرف سازد.
7. فروتنانه از خداوند درخواست کردیم کمبودهای اخلاقی‌ما را برطرف سازد.
8. فهرستی از تمام کسانی که به آن‌ها زیان رسانده بودیم تهیه کردیم، و در صدد جبران برآمدیم.
9. به طور مستقیم هر جا که امکان داشت از این افراد جبران خسارت کردیم، مگر در مواردی که انجام آن، زیان مجددی به ایشان یا دیگران وارد کند.
10. ما به تهیه ترازنامه شخصی خود ادامه دادیم و هرگاه در اشتباه بودیم، بدون معطلی آن را اقرار کردیم.
11. از راه دعا و مراقبه، خواهان ارتقا رابطه آگاهانه‌ خود با خداوند، بدانگونه که او را درک می‌کردیم شده، و تنها جویای آگاهی از خواست او برای خود و قدرت اجرایش شدیم.
12. با بیداری روحانی حاصل از برداشتن این قدم‌ها، کوشیدیم این پیام را به معتادان جنسی برسانیم و این اصول را در تمام امور زندگی خود به اجرا درآوریم.

### دوازده سنت
1. منافع مشترک ما باید در راس قرار گیرد، بهبودی فردی ما به وحدت SA بستگی دارد.
2. در ارتباط با هدف گروهی ما تنها یک مرجع نهایی وجود دارد، خداوند مهربان که به گونه ممکن خود را به صورت وجدان گروه بیان می‌کند. رهبران ما خدمتگزاران مورد اعتماد ما می‌باشند و بر ما حکومت نمی‌کنند.
3. تنها شرط عضویت تمایل به توقف شهوت و از لحاظ جنسی هوشیاری شدن طبق تعریف هوشیاری جنسی SA است.
4. هر گروه باید مستقل باشد و به هیچ گروه دیگری وابسته نباشد، مگر در مواردی که بر دیگر گروه‌ها یا «معتادان جنسی گمنام» تأثیر بگذارد.
5. هر گروه یک هدف اصلی دارد و آن رساندن پیام به معتاد جنسی است، که هنوز در عذاب است.
6. گروه SA نباید به حالت رسمی در آید و به دنبال مسائل مالی باشد و هرگز نباید اجازه استفاده نام SA را به دیگر گروه‌ها یا مؤسسه‌ها بدهد. زیرا ممکن است مسائل مالی، ملکی و شهرت ما را از هدف اصلی خود دور کند.
7. هر گروه SA باید خود کفا باشد و کمکی از خارج دریافت نکند.
8. «معتادان جنسی گمنام» باید به صورت غیر حرفه‌ای باقی بماند اما مراکز خدماتی ما می‌توانند کارمندان خاصی استخدام کنند.
9. SA هرگز نباید سازماندهی شود اما می‌توانیم هیئتهای خدماتی یا کمیته‌هایی تشکیل دهیم که مستقیماً در برابر گروه مربوط مسئول باشند.
10. معتادان جنسی گمنام هیچ عقیده‌ای در مورد مسایل خارجی ندارد و نام SA هرگز نباید وارد به مسائل اجتماعی شود.
11. خط مشی روابط عمومی ما بنا بر اصل جاذبه است نه تبلیغ، ما باید همیشه گمنامی خود را در سطح مطبوعات، رادیو، فیلم و تلویزیون حفظ کنیم.
12. گمنامی اساس روحانی تمام سنت‌های ما می‌باشد و همیشه یادآور این است که اصول اخلاقی را به خواسته‌های شخصی ترجیح دهیم.

## نشریات
در SA، علاوه بر نشریات خود این انجمن، از نشریات الکلی‌های گمنام نیز استفاده می‌گردد.

### کتاب‌ها
- معتادان جنسی گمنام (کتاب سفید)
- بهبودی ادامه دارد
- ابزارهای کاربردی بهبودی
- قدم در عمل
- داستان‌ اعضا ۱۹۸۹
- داستان‌ اعضا ۲۰۰۷
- راهنمای خدماتی SA
- 90 روز مراقبه

### کتابچه‌ها
- کشف اصول (تجربه رو به رشد ما در مورد سنت‌ها)
- سرآغاز (خاطراتی دربارهٔ نقطه شروع و رشد اولیه SA)

### تک‌برگی‌ها
- SA برای تازه‌وارد
- چرا شهوت کردن را متوقف کنیم؟
- SA به عنوان یک سرچشمه برای بهبودی و کمک‌کننده به متخصصین
- ترازنامه قدم اول
- راهنمایی‌های کاربردی برای بهبودی گروه
- آیا شما با پورنوگرافی و شهوت در اینترنت مشکل دارید؟